# 马尔灿
马尔灿（德語：Marzahn，德語：[maʁˈt͡saːn] ⓘ）是德國柏林马尔灿-黑勒斯多夫区的一个下属区。在2001年柏林行政區劃改革中，马尔灿和黑勒斯多夫合併為马尔灿-黑勒斯多夫。马尔灿-黑勒斯多夫在歷史上屬於東柏林，直到1977年建造大量住宅之前這裡都是農村地帶。1987年，這裡是柏林園藝展的場地。1989年之後，這裡以新納粹分子而著稱。

## 外部連結
维基共享资源上的相關多媒體資源：Marzahn
- （德文） Marzahn page on info-marzahn-hellersdorf.de